# Vauplane
Vauplane était une station de sports d'hiver située à Soleilhas, dans les préalpes du Sud dans les Alpes-de-Haute-Provence.

## Origine du nom
La terre de Vauplane est une terre noble, sous fief de Demandolx transmise par différentes familles provençales. Il s'agit d'un alpage sans habitat. 
Dans la description dressée par le corps de la noblesse en 1768, elle est décrite comme suit : "  terre recouverte de neige les deux tiers de l’année (…) située en montagne au-dessus du terroir de Solheilhas consist [ant] en une petite vallée formée par les faces de deux montagnes, une petite plaine entre les deux, l’une des deux montagnes regardant vers midi, et l’autre vers septentrion. Celle qui est au midi est en partie cultivée, l’autre partie en gazon".

## Situation géographie
Cette station de ski familiale se situe sur la montagne de Picogu (1 841 m). Elle est placée entre Soleilhas, Castellane, et Saint-André-les-Alpes. En ouverture occasionnelle depuis 2012, la station est fermée depuis 2021. C'était l'une des trois stations la plus proche du littoral avec Gréolières 1400 et L'Audibergue - La Moulière.
Le stade de neige de Vauplane, commune de Soleilhas, a été construit en 1975 sur la face nord du Mont Picogou.
L'alpage de Vauplane a été fréquenté par des troupeaux transhumants. Le cadastre de 1834 montre une cabane accostée au nord d'un enclos rectangulaire, qui semble correspondre à l'une des deux cabanes de l'ensemble pastoral (celle de l'est). L'autre cabane date vraisemblablement de la 2e moitié du 19e siècle (le chronogramme 1954 de la porte signale une simple remise en état).

## Domaine skiable
Le domaine skiable était composé de 7 pistes d'un dénivelé maximal de 200 m : 1 verte, 4 bleues, 1 rouges et 1 noire.

## Autres activités
Depuis la fermeture des remontées mécaniques, il reste possible de pratiquer d'autres activités sportives d'hiver comme le ski de fond 3 km de piste, du raquette avec 25 km de piste, et également de la luge.

## Pour en savoir plus